# Serez
Serez és un municipi francès situat al departament de l'Eure i a la regió de Normandia. L'any 2007 tenia 144 habitants.

## Demografia

### Població
El 2007 la població de fet de Serez era de 144 persones. Hi havia 52 famílies de les quals 12 eren unipersonals (8 homes vivint sols i 4 dones vivint soles), 16 parelles sense fills, 20 parelles amb fills i 4 famílies monoparentals amb fills.
La població ha evolucionat segons el següent gràfic:
Habitants censats

### Habitatges
El 2007 hi havia 59 habitatges, 52 eren l'habitatge principal de la família i 7 eren segones residències. Tots els 59 habitatges eren cases. Dels 52 habitatges principals, 45 estaven ocupats pels seus propietaris i 7 estaven llogats i ocupats pels llogaters; 2 tenien dues cambres, 9 en tenien tres, 9 en tenien quatre i 33 en tenien cinc o més. 43 habitatges disposaven pel capbaix d'una plaça de pàrquing. A 14 habitatges hi havia un automòbil i a 36 n'hi havia dos o més.

### Piràmide de població
La piràmide de població per edats i sexe el 2009 era:
| Homes | Edats   | Dones |
| ----- | ------- | ----- |
| 0     | 95 o +  | 0     |
| 0     | 90 a 94 | 0     |
| 0     | 85 a 89 | 0     |
| 2     | 80 a 84 | 1     |
| 0     | 75 a 79 | 3     |
| 3     | 70 a 74 | 0     |
| 2     | 65 a 69 | 2     |
| 3     | 60 a 64 | 2     |
| 3     | 55 a 59 | 6     |
| 0     | 50 a 54 | 1     |
| 6     | 45 a 49 | 6     |
| 7     | 40 a 44 | 6     |
| 6     | 35 a 39 | 5     |
| 6     | 30 a 34 | 3     |
| 3     | 25 a 29 | 7     |
| 2     | 20 a 24 | 1     |
| 4     | 15 a 19 | 5     |
| 8     | 10 a 14 | 7     |
| 4     | 5 a 9   | 7     |
| 4     | 0 a 4   | 4     |

## Economia
El 2007 la població en edat de treballar era de 96 persones, 73 eren actives i 23 eren inactives. De les 73 persones actives 66 estaven ocupades (36 homes i 30 dones) i 8 estaven aturades (4 homes i 4 dones). De les 23 persones inactives 6 estaven jubilades, 9 estaven estudiant i 8 estaven classificades com a «altres inactius».

### Ingressos
El 2009 a Serez hi havia 49 unitats fiscals que integraven 132 persones, la mediana anual d'ingressos fiscals per persona era de 19.244 €.

### Activitats econòmiques
Dels 9 establiments que hi havia el 2007, 2 eren d'empreses de construcció, 4 d'empreses de comerç i reparació d'automòbils, 2 d'empreses de serveis i 1 d'una empresa classificada com a «altres activitats de serveis».
Dels 2 establiments de servei als particulars que hi havia el 2009, 1 era un taller de reparació d'automòbils i de material agrícola i 1 fusteria.
L'any 2000 a Serez hi havia 7 explotacions agrícoles que ocupaven un total de 868 hectàrees.

## Poblacions properes
El següent diagrama mostra les poblacions més properes.